# ストリーミー賞
ストリーミー賞（Streamy Awards）は、ディック・クラーク・プロダクションとTubefilterによって、その年のインターネット動画において、監督、演技、製作、脚本などの部門別に優秀な功績を収めた者や作品に贈られる賞。カリフォルニア州ロサンゼルスで授賞式が開催される。「配信動画のアカデミー賞」と呼ばれることがある。

## 歴史
ストリーミー賞は、エグゼクティブプロデューサーのDrew Baldwin、Trady.tvのBrady Brim-DeForest、Marc Hustvedt、Joshua CohenとJamison Tilsnerによって創設された。
オーディエンスチョイスアンドビジョナリーアワードを含む30以上のジャンルのストリーミー賞受賞者は、2009年3月28日に第1回年次ストリーミー賞で初めて発表された。第1回ストリーミー賞の受賞者には、個々の受賞者（男性と女性の最優秀俳優）とウェブテレビシリーズが含まれており、毎年、Streamys Craft Awardsのメインセレモニーの前に特定の賞が授与される。
第2回ストリーミー賞では、俳優/コメディアンのポール・シェーアが主催し、2010年4月11日にオーフィウムシアターからライブでストリーミングされた。
2011年、Tubefilterは、2013年に開催される第3回ストリーミー賞を共同制作するために、エンターテインメント業界賞ショープロデューサーのディッククラークプロダクション（特にアメリカ音楽賞のプロデューサー）と提携した。
第5回ストリーミー賞は、2015年9月17日にVH1で生放送された。
第6回ストリーミー賞はバッハ王が主催し、2016年10月4日にビバリーヒルトンホテルからYouTubeで生放送された。
第7回ストリーミー賞はJon Cozartが主催し、2017年9月26日にBeverly Hilton HotelからTwitterでライブ放送された。
第8回ストリーミー賞はThe Try Guysが主催し、2018年10月22日にビバリーヒルトンホテルからYouTubeで生放送された。
第9回ストリーミー賞は、2019年12月13日にビバリーヒルトンホテルからYouTubeで生放送された。これは、ホストなしで実行する最初のStreamy Award式であった。